# Président du Parlement du Sri Lanka
Le Président du parlement du Sri Lanka est la fonction qui permet de lancer les débats, d'appliquer les règles du parlement, et d'annoncer les résultats des votes. D'après la Constitution, ce poste est le deuxième dans la ligne de succession présidentielle, après le Premier ministre.
L'actuel président du Parlement est Ashoka Ranwala (en), en poste depuis le 21 novembre 2024. Le président remplit un certain nombre de fonctions importantes en ce qui concerne le fonctionnement de la Chambre, qui repose sur le système parlementaire britannique de Westminster.

## Nomination
Conformément à l'article 64 de la Constitution, lorsque le Parlement se réunit pour la première fois après une élection legislative, il élit trois membres comme président, vice-président et président des commissions (simplement appelé Vice-président) et vice-président des commissions. Le président ne quittera son poste que s'il présente sa démission au Président, s'il cesse d'être député ou lorsque le Parlement est dissous .

## Liste des titulaires
| Nom                                                             | Nom                           | Portrait                 | Parti                       | Mandat                               | Chef(s) du gouvernement                                                                     | Chef(s) du gouvernement                                      |
| --------------------------------------------------------------- | ----------------------------- | ------------------------ | --------------------------- | ------------------------------------ | ------------------------------------------------------------------------------------------- | ------------------------------------------------------------ |
| Président du Conseil d'État (1931–1947)                         |                               |                          |                             |                                      |                                                                                             |                                                              |
|                                                                 | Alexander Francis Molamure    |                          | Non-partisan                | 7 juillet 1931 – 10 décembre 1934    |                                                                                             | Graeme Thomson Francis Graeme Tyrrell Reginald Edward Stubbs |
|                                                                 | Forester Augustus Obeysekera  |                          | Non-partisan                | 11 décembre 1934 – 7 décembre 1935   | Reginald Edward Stubbs                                                                      |                                                              |
|                                                                 | Waithilingam Duraiswamy       |                          | Non-partisan                | 17 mars 1936 – 4 juillet 1947        | Reginald Edward Stubbs Maxwell MacLagan Wedderburn Andrew Caldecott Henry Monck-Mason Moore |                                                              |
| Président de la Chambre des représentants de Ceylan (1947–1972) |                               |                          |                             |                                      |                                                                                             |                                                              |
|                                                                 | Alexander Francis Molamure    |                          | United National Party       | 14 octobre 1947 – 25 janvier 1951    |                                                                                             | Henry Monck-Mason Moore Don Stephen Senanayake               |
|                                                                 | Albert Peries                 |                          | United National Party       | 13 février 1951 – 18 février 1956    | Don Stephen Senanayake Dudley Senanayake John Kotelawala                                    |                                                              |
|                                                                 | Hameed Hussain Sheikh Ismail  |                          | Independant                 | 19 avril 1956 – 5 décembre 1959      |                                                                                             | John Kotelawala Solomon Bandaranaike Wijeyananda Dahanayake  |
|                                                                 | Tikiri Banda Subasinghe       |                          | Sri Lanka Freedom Party     | 30 mars 1960 – 23 avril 1960         |                                                                                             | Dudley Senanayake                                            |
|                                                                 | R. S. Pelpola                 |                          | Sri Lanka Freedom Party     | 5 août 1960 – 24 janvier 1964        |                                                                                             | Sirimavo Bandaranaike                                        |
|                                                                 | Hugh Fernando                 |                          | Sri Lanka Freedom Party     | 24 janvier 1964 – 17 décembre 1964   |                                                                                             | Sirimavo Bandaranaike                                        |
|                                                                 | Albert Peries                 |                          | United National Party       | 5 avril 1965 – 21 septembre 1967     |                                                                                             | Dudley Senanayake                                            |
|                                                                 | Shirley Corea                 |                          | United National Party       | 27 septembre 1967 – 25 mars 1970     |                                                                                             | Dudley Senanayake                                            |
|                                                                 | Stanley Tillekeratne          |                          | Sri Lanka Freedom Party     | 7 juin 1970 – 22 mai 1972            |                                                                                             | Sirimavo Bandaranaike                                        |
| Président de l'Assemblée nationale (1972–1978)                  |                               |                          |                             |                                      |                                                                                             |                                                              |
|                                                                 | Stanley Tillekeratne          |                          | Sri Lanka Freedom Party     | 22 mai 1972 – 18 mai 1977            |                                                                                             | Sirimavo Bandaranaike                                        |
|                                                                 | Anandatissa de Alwis          |                          | United National Party       | 4 août 1977 – 7 septembre 1978       |                                                                                             | J. R. Jayewardene                                            |
| Président du Parlement du Sri Lanka (Depuis 1978)               |                               |                          |                             |                                      |                                                                                             |                                                              |
|                                                                 | Anandatissa de Alwis          |                          | United National Party       | 7 septembre 1978 – 13 septembre 1978 |                                                                                             | J. R. Jayewardene                                            |
|                                                                 | Bakeer Markar                 |                          | United National Party       | 21 septembre 1978 – 30 août 1983     |                                                                                             | J. R. Jayewardene                                            |
|                                                                 | E. L. Senanayake              | E. L. Senanayake         | United National Party       | 6 septembre 1983 – 20 décembre 1988  |                                                                                             | J. R. Jayewardene                                            |
|                                                                 | M. H. Mohamed                 |                          | United National Party       | 9 mars 1989 – 24 juin 1994           |                                                                                             | Ranasinghe Premadasa Dingiri Banda Wijetunga                 |
|                                                                 | Kiri Banda Ratnayake          |                          | Sri Lanka Freedom Party     | 25 août 1994 – 10 octobre 2000       | Dingiri Banda Wijetunga Chandrika Kumaratunga                                               |                                                              |
|                                                                 | Anura Bandaranaike            | Anura Bandaranaike       | United National Party       | 18 octobre 2000 – 10 octobre 2001    |                                                                                             | Chandrika Kumaratunga                                        |
|                                                                 | M. Joseph Michael Perera      |                          | United National Party       | 19 décembre 2001 – 7 février 2004    |                                                                                             | Chandrika Kumaratunga                                        |
|                                                                 | W. J. M. Lokubandara          | W. J. M. Lokubandara     | United National Party       | 22 avril 2004 – 8 avril 2010         | Chandrika Kumaratunga Mahinda Rajapaksa                                                     |                                                              |
|                                                                 | Chamal Rajapaksa              |                          | Sri Lanka Freedom Party     | 22 avril 2010 – 26 juin 2015         | Mahinda Rajapaksa Maithripala Sirisena                                                      |                                                              |
|                                                                 | Karu Jayasuriya               | Karu Jayasuriya          | United National Party       | 1er septembre 2015 – 20 août 2020    |                                                                                             | Maithripala Sirisena Gotabaya Rajapaksa                      |
|                                                                 | Mahinda Yapa Abeywardena (en) | Mahinda Yapa Abeywardena | Sri Lanka Podujana Peramuna | 20 août 2020 – 24 septembre 2024     |                                                                                             | Gotabaya Rajapaksa                                           |
|                                                                 | Mahinda Yapa Abeywardena (en) | Mahinda Yapa Abeywardena | Sri Lanka Podujana Peramuna | 20 août 2020 – 24 septembre 2024     | Ranil Wickremesinghe                                                                        |                                                              |
|                                                                 | Ashoka Ranwala (en)           |                          | NPP                         | 21 novembre 2024 – En poste          |                                                                                             | Anura Kumara Dissanayake                                     |